# Józef Kiełbania
Józef Kiełbania (ur. 13 września 1935 w Podłężu, zm. 2 marca 2018 w Radomiu) – polski kierowca wyścigowy.

## Życiorys
W młodości był piłkarzem grającym na pozycji bramkarza w lokalnym klubie. Następnie pracował w warsztacie wuja w Radomiu, ścigając się także w kartingu. Przerobił jeden z samochodów Krab, wydłużając jego rozstaw osi i montując w nim silnik Wartburg. Pierwszy raz tym samochodem ścigał się w Opolu, gdzie zajął piąte miejsce. W latach 60. ścigał się m.in. w barwach Automobilklubu Radomskiego czy Świętokrzyskiego. Do jego pierwszych sukcesów należy wicemistrzostwo Polski w Formule Junior w 1963 roku. W 1966 roku po raz pierwszy został mistrzem Polski, startując samochodem Rak Formuły 3.. W 1966 roku uległ poważnemu wypadkowi podczas rozgrywanych w ramach Pucharu Pokoju i Przyjaźni zawodów Schleizer Dreieckrennen w NRD, kiedy to w jego samochodzie przy prędkości 180 km/h odpadło koło, a Kiełbania uderzył w drzewo.
W 1975 roku zdobył mistrzostwo Polski w klasie C-IX (Formuła Polonia), natomiast rok później mistrzostwo Polski w klasie 8 (Formuła Easter). W 1986 roku zdobył tytuł mistrzowski w Górskich Samochodowych Mistrzostwach Polski.